# Tony Jacklin
Anthony Jacklin CBE (* 7. Juli 1944 in Scunthorpe, England) ist ein ehemaliger englischer Profigolfer. Er war einer der erfolgreichsten britischen Spieler seiner Generation.

## Karrierehöhepunkte
Jacklin gewann zwei Majors. 1969 war er der erste Brite seit 18 Jahren, der wieder bei der Open Championship siegen konnte. Im Jahr darauf holte er sich die U.S. Open mit dem Rekordvorsprung von sieben Schlägen. Es war der erste britische Sieg seit Willie Macfarlanes Triumph 1925.
Auf der European Tour verzeichnete Jacklin zwischen seiner ersten Saison 1972 und 1982 acht Siege. Er gewann in der Ära vor Einführung der European Tour viele Turniere in Europa, in den Vereinigten Staaten, Südamerika, Südafrika und Australien und Asien.
Trotz all dieser Erfolge wird Jacklin der Golfwelt noch mehr für sein Engagement im Ryder Cup in Erinnerung bleiben. Er spielte schon im Team "Großbritannien & Irland" in den Jahren 1967 bis 1977 und dann im erstmals 1979 aufgestellten gesamteuropäischen Team. Abgesehen vom Remis im Jahre 1969 wurden alle diese Vergleichskämpfe verloren, aber als Kapitän (non-playing captain) der Europäer hatte Jacklin bei vier aufeinander folgenden Ryder Cups von 1983 bis 1989 nur eine Niederlage hin zu nehmen. 1985 gelang der erste Triumph nach 28 sieglosen Jahren, beim nächsten Antreten 1987 der erste Auswärtserfolg seit dem Zweiten Weltkrieg.
2002 wurde Tony Jacklin Mitglied der elitären World Golf Hall of Fame. Im Alter von 60 Jahren zog er sich vom Turniergolf zurück, nachdem er auch als Seniorgolfer einige Siege feiern konnte.

## European Tour Siege
- 1972: Viyella PGA Championship
- 1973: Italian Open, Dunlop Masters
- 1974: Scandinavian Enterprise Open
- 1976: Kerrygold International Classic
- 1979: Braun German Open
- 1981: Billy Butlin Jersey Open
- 1982: Sun Alliance PGA Championship

## Andere Turniersiege
- 1964: Coombe Hill Assistants
- 1966: Kimberley Tournament (Südafrika)
- 1967: Forest Products (Neuseeland), New Zealand PGA Championship
- 1968: Greater Jacksonville Open (USA)
- 1969: The Open Championship (damals noch kein European Tour Event, da diese erst 1970 gegründet wurde!).
- 1970: U.S. Open, Lancome Trophy (Frankreich), W.D. & H.O. Wills (Europa)
- 1971: Benson & Hedges Festival (Europa)
- 1972: Greater Jacksonville Open (USA), Dunlop International
- 1973: Bogota Open, Los Lagartos Open
- 1974: Los Lagartos Open
- 1976: Kerrygold International (Irland)
- 1979: Venezuela Open

Major Championships fett gedruckt.

## Senioren-Turniersiege
- 1994: First Bank of America Classic
- 1995: Franklin Quest Championship (USA)